# Uvella
Uvella,  rod zelenih alga čija porodična pripadnost još nije točno utvrđena. Postoje dvije priznate slatkovodne vrste

## Vrste
1. Uvella chamaemora Bory
2. Uvella virescens Bory - tipična